# 国家发展和改革委员会经济与国防协调发展司
国家发展和改革委员会经济与国防协调发展司（简称“国家发改委国防司”）是中华人民共和国国家发展和改革委员会机关内设机构，负责经济与国防协调发展工作。
国家发改委国防司主要负责组织拟订推进经济建设与国防建设协调发展的战略和规划，协调有关重大问题。协调和组织实施国民经济动员有关工作。

## 沿革
1954年《中华人民共和国宪法》颁布后, 中华人民共和国国家体制渐趋完善。苏联顾问班可夫于1955年1月提出了在中华人民共和国国家计划委员会（简称“国家计委”）成立“军事经济计划局”的建议，获得中共中央采纳，于1955年11月由国家计委组团，到苏联就国民经济动员建设进行一个多月的参观学习，由此开始全面创立中华人民共和国国防动员体制。国家计委根据考察团的建议和动员工作的需要, 向国务院提出《关于建立经济动员计划机构的报告》、《关于各有关部门动员机构和编制动员工作长远计划问题的报告》，经国务院批转, 政府经济部门很快自上而下建立起专门的动员机构。国家计委于1956年成立国家计划委员会国民经济动员局，负责接受军队在经济动员方面的需求，制定动员能力增长的长期计划和战时动员年度计划，确定国家储备和动员储备，统筹安排经济领域的动员工作，对国务院所属部委的动员局（处）进行工作指导。同时国家经委成立经济动员计划检查处，负责检查和平时期为动员任务进行的生产准备和基本建设的进展情况。同年7月，铁道部、邮电部均设立动员局；一机部、二机部、冶金部、交通部、纺织部、电机制造部均在计划司下设动员处；化工部、煤炭部、石油部、电子部在有关的司设专职干部负责经济动员管理工作；二级部各司设动员计划处（科），大部分军工企业设动员计划科。上述动员机构接受国家计委国民经济动员局的工作指导。
后来，成立国家计划委员会国防司，负责国民经济动员工作。1998年3月国务院机构改革时，原中华人民共和国国防科学技术工业委员会改组为中国人民解放军总装备部，另成立一个属政府部门的中华人民共和国国防科学技术工业委员会。将原国防科学技术工业委员会管理国防工业的职能、国家计委国防司的职能，以及各军工总公司承担的政府职能，统归新组建的国防科学技术工业委员会管理。
1998年3月国务院机构改革中，中华人民共和国国家计划委员会改为中华人民共和国国家发展计划委员会，下设国家发展计划委员会国民经济动员办公室。
2003年，中华人民共和国国家发展计划委员会改组为中华人民共和国国家发展和改革委员会，下设国家发展和改革委员会国民经济动员办公室。
2014年前后，更名为国家发展和改革委员会经济与国防协调发展司。
2017年，中央军民融合发展委员会成立，办事机构是中央军民融合发展委员会办公室。原国家发展和改革委员会经济与国防协调发展司并入中央军民融合办。原国家发改委国防司司长王树年任中央军民融合办秘书局（人事局）局长。
2019年初，国家发展改革委恢复组建经济与国防协调发展司。

## 历任领导
国家计划委员会国防司
| 司长 …… - 郑庆甦（？—1993年） - 曹世新（？—？） | 副司长 …… - 王贻素（？—？） - 陈玉平（？—？） - 陈德弟（？—？） |

国家计划委员会国民经济动员办公室
| 主任 - 曹世新（？—？） - 陈德第（？—？） | 副主任 |

国家发展计划委员会国民经济动员办公室主任
| 主任 - 陈德第（？—？） | 副主任 |

国家发展和改革委员会国民经济动员办公室
| 主任 - 周建平（？—？） - 王树年（？—？） | 副主任 - 申少滨（？—？） - 毕智勇（？—？） |

国家发展改革委经济与国防协调发展司
| 司长 - 王树年（？—2017年） - 徐建平（2019年4月至今） | 副司长 - 徐建平（？—2017年） - 周平（？—2017年） |

## 国家经济动员办公室
1994年11月，国家国防动员委员会成立时建立了国家国防动员委员会经济动员办公室（国家经济动员办公室）。
国家经济动员办公室的主要职责是：
1. 研究国民经济动员理论与战略，国民经济动员与国民经济建设、国防建设的关系。
2. 提出有关国民经济动员工作方针、政策的建议。
3. 组织有关部门编制国民经济动员预案、总体规划和年度国民经济战备动员计划。
4. 对预案、规划、计划的执行情况进行监督、检查。
5. 组织起草国民经济动员的法律、法规。
6. 组织军民两用技术的研究、推广和应用。
7. 组织提出经济建设项目平战结合的建议，配合有关部门做好项目建设与国民经济动员的结合与衔接等[2]。

国家经济动员办公室历任主任、副主任是：

| 主任 - 曹世新（？—？，国家计划委员会国民经济动员办公室主任） - 陈德第（？—？，国家计划委员会国民经济动员办公室主任；？—？，国家发展计划委员会国民经济动员办公室主任） - 周建平（？—？，国家发展和改革委员会国民经济动员办公室主任） - 王树年（？—？，国家发展和改革委员会国民经济动员办公室主任；？—，国家发展改革委经济与国防协调发展司司长） | 副主任 …… - 申少滨（？—？，国家发展和改革委员会国民经济动员办公室副主任） - 毕智勇（？—？，国家发展和改革委员会国民经济动员办公室副主任） |